# 王氏灵蛛
王氏灵蛛（学名：Thymoites wangi）为球蛛科灵蛛属的动物。在中国大陆，分布于海南等地。该物种的模式产地在海南尖峰岭。